# Toyota Tsusho

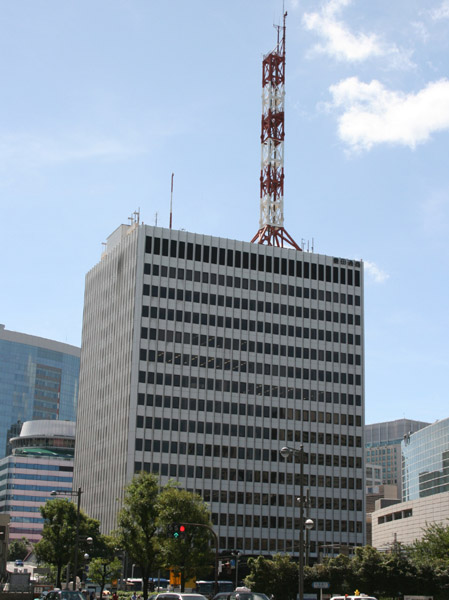
Le siège social de Toyota Tsusho à Tokyo.

Toyota Tsusho (豊田通商, Toyota Tsūshō) est une sōgō shōsha, une maison de commerce japonaise. Elle est en relation avec le keiretsu de Toyota, qui est son actionnaire de référence. C'est l'une des plus grandes maisons de commerce mondiale.

## Histoire
En 1936, l'établissement Toyoda Kinyu Kaisha est créé pour fournir des solutions financières aux acheteurs de voitures Toyota. En 1942, le nom de cet établissement devient Toyoda Sangyo Kaisha, Ltd. et ses activités se développent également dans la bourse.
En 1948, la filiale boursière Toyoda Sangyo Kaisha Ltd. se sépare de Toyota et devient Nisshin Tsusho Kaisha, Ltd.. En 1956, son nom est encore modifié et devient Toyoda Tsusho Kaisha, Ltd..
En 1957, la maison de commerce signe son premier partenariat international en Thaïlande, avec la création de Toyoda thailand Co., Ltd.. En 1960, la première filiale internationale est ouverte à New York (Toyoda New york, Inc.).
En 1961, la valeur de Toyoda Tsusho Kaisha, Ltd. est indexé à la deuxième section de la bourse de Nagoya[Quoi ?].
En 1964, Toyota Tsusho Kaisha, Ltd. démarra l'exportation des véhicules Toyota, en commençant par la République dominicaine. 
En 1975, le cours est ré-introduit à la première section de la bourse de Nagoya. En 1977, le cours fait son entrée à la première section de la bourse de Tokyo.
Pour la première fois en 1985, Toyota Tsusho distribue des bons convertibles et non sécurisées d'un total 10 millions de yens.
En 1987, $70 millions de bons d'obligation sont distribués sur le marché européen. Cette même année, l'entreprise devient Toyota Tsusho Corporation.
En 2000, Toyota Tsusho fusionne avec Kasho Company, Ltd.
En 2006, Toyota Tsusho fusionne avec Tomen Corporation.
En juillet 2012, le groupe annonce avoir fait l'acquisition de 29,8% du capital de CFAO appartenant alors à PPR (devenu Kering). Toyota Tsusho a ensuite lancé une OPA sur CFAO et s'est emparé de 97,8% du capital de l'entreprise
En février 2014, Toyota Tsusho entre sur le marché du recyclage automobile en Chine. Le même mois, Toyota Tsusho signe un contrat de $1,2 milliard avec le Kenya pour la construction d'une usine d'engrais.
En mars 2025, Toyota Tsusho annonce l'acquisition pour 1,34 milliard de dollars de Radius Recycling, entreprise américaine spécialisée dans le recyclage.

## Direction
- Président du conseil d'administration : Junzo Shimizu
- Président directeur général : Jun Karube